# José Homem Machado de Figueiredo Leitão
José Homem Machado de Figueiredo Leitão (Gouveia, 22 de Março de 1823/1832 - Gouveia, 5 de Abril de 1905), 1.º Barão de Caria, 1.º Visconde de Caria e 1.º Conde de Caria foi um empresário agrícola e industrial português.

## Família
Filho de José Homem de Figueiredo Leitão (11 de Setembro de 1791 - 1844), Dr., Fidalgo Cavaleiro da Casa Real, Desembargador da Relação e Casa do Porto, e de sua mulher Josefa Emília Pinto Boto de Sá Machado (? - 1863); neto paterno de José Homem de Figueiredo, Bacharel formado em Leis pela Faculdade de Direito da Universidade de Coimbra e irmão do 54.º Bispo do Algarve D. Bernardo António de Figueiredo (1825-1838), Fidalgo Cavaleiro da Casa Real por Alvará de 2 de Janeiro de 1825/1826 que, com sua mulher Guiomar Antónia Maria Ferreira Leitão, instituiu para seu filho primogénito (o acima citado pai do 1.º Conde) um Vínculo composto dos bens dotais de Guiomar Antónia Maria; e tetraneto por varonia de Manuel Homem de Távora, natural da Vila de Oliveira do Conde.

## Biografia
Era Fidalgo Cavaleiro da Casa Real e Bacharel em Direito pela Faculdade de Direito da Universidade de Coimbra e 2.º Senhor e Administrador do Vínculo de Morgado de Gouveia, etc. Grande Proprietário agrícola na Beira Alta, dedicou-se também à Indústria e foi o Fundador duma importante fábrica de lanifícios em Gouveia.
Os títulos foram-lhe concedidos por D. Luís I de Portugal: o de 1.º Barão de Caria por Carta de 10 de Junho de 1864, o de 1.º Visconde de Caria por Decreto e Carta de 21 de Junho de 1869 (e concessão duma segunda vida por Decreto de 26 de Dezembro de 1870) e o de 1.º Conde de Caria por Decreto de 14 de Agosto e Carta de 9 de Outubro de 1879.

## Casamentos e descendência
Casou primeira vez em 1851 com Maria Matilde do Amaral de Abreu Castelo-Branco (? - 5/15 de Maio de 1856), filha de Bernardino do Amaral de Sousa e Meneses, Fidalgo Cavaleiro da Casa Real, Capitão-Mor de Ordenanças de Linhares, etc., e de sua mulher Maria do Carmo de Abreu Castelo-Branco, irmã do 1.º Visconde de Fornos de Algodres e 1.º Conde de Fornos de Algodres, da qual teve dois filhos: 
- Vasco Homem Machado de Figueiredo Leitão (20 de Janeiro de 1853 - ?), morreu em vida do pai, solteiro e sem geração
- Bernardo Homem Machado de Figueiredo de Abreu Castelo Branco (Gouveia, 20 de Março de 1856 - 18 de Fevereiro de 1929), 2.º Conde de Caria

Casou segunda vez em 1857 com sua cunhada Emília de Meneses de Abreu Castelo-Branco, filha de Bernardino do Amaral de Sousa e Meneses, Fidalgo Cavaleiro da Casa Real, Capitão-Mor de Ordenanças de Linhares, etc., e de sua mulher Maria do Carmo de Abreu Castelo-Branco, irmã do 1.º Visconde de Fornos de Algodres e 1.º Conde de Fornos de Algodres, da qual teve: 
- Maria Estefânia Homem Machado de Figueiredo Leitão (25 de Março de 1858 - ?), casada com Gaspar de Ataíde do Amaral Abreu e Meneses (1860 - ?), com geração feminina
- José Homem Machado de Figueiredo Leitão (1 de Agosto de 1861 - ?), solteiro e sem geração
- Maria dos Prazeres de Meneses e Ataíde de Abreu (16 de Setembro de 1868 - 1941), casada com António Saraiva Lobo da Costa de Refóios (Guarda, Vela, Casa da Vela, 19 de Outubro de 1873 - 16 de Agosto de 1962), filho do 1.º Visconde da Vela, com geração
- António Homem Machado de Figueiredo de Abreu Castelo Branco (4 de Abril de 1871 - 25 de Julho de 1969), 1.º Conde de Vinhó e Almedina